# Symfonie nr. 1 (Beethoven)
Ludwig van Beethoven begon aan de 1e Symfonie te werken in het jaar 1799, daarbij gebruik makend van enige schetsen uit 1796; het werk werd voltooid in 1800. De première vond plaats op 2 april 1800 in het National-Hof-Theater in Wenen. Op het programma stonden ook het Septet op. 20 en het Pianoconcert no. 1 op. 15. Het was de eerste keer dat werken van Beethoven voor een groot publiek werden uitgevoerd.

## Bezetting
2 fluiten, 2 hobo's, 2 klarinetten, 2 fagotten, 2 hoorns, 2 trompetten, pauken, strijkers.
In het Andante slechts 1 fluit

## De delen
1. Adagio molto - allegro con brio
2. Andante cantabile con moto
3. Menuetto (allegro molto e vivace)
4. Adagio - allegro molto e vivace

### Eerste deel
Het openingsdeel is zoals in die tijd gebruikelijk geschreven in de sonatevorm, ook wel hoofdvorm genoemd. Men hoort een langzame introductie (adagio molto), die enige ongunstige kritieken in de pers heeft opgeleverd. Door de eerste klank (een dominantseptiemakkoord op C) lijkt de componist meteen al een andere toonsoort te willen opzoeken voordat het stuk goed en wel begonnen is. Het blijkt echter niet meer dan een plaagstoot te zijn, want 12 maten verder begint in het hoofdtempo (allegro con brio) keurig de expositie van het eerste thema. Dan volgen het tweede thema, de doorwerking, de reprise (re-expositie) en de coda. Ook deze coda herbergt een verrassing: door een paar modulaties (wisseling van toonsoort) lijkt er even een tweede doorwerking te beginnen. Maar de coda heeft slechts een kwart van de lengte van de echte doorwerking en doet wat hij behoort te doen: afsluiten.

### Tweede deel
Niet zo gebruikelijk in die tijd was het om ook het tweede deel van een symfonie in de sonatevorm te schrijven. De sfeer is echter heel anders door de 3/8 maat en de aanwijzing Andante cantabile con moto (vrij vertaald: Gaande, zingend van karakter, maar wel de beweging erin houden). Ook hier bevat de coda een paar modulaties en is iets meer dan alleen maar afsluiting.

### Derde deel
Formeel is dit een menuet maar het tempo is zo hoog dat niemand hierop een menuet zou kunnen dansen. In alle volgende symfonieën van Beethoven - behalve de achtste - vindt men een scherzo. Veel componisten volgden hem daarin.

### Vierde deel
Het zal de lezer inmiddels niet meer verbazen: ook dit deel staat in de sonatevorm. In adagio wordt stapsgewijs een ladder opgebouwd; als het octaaf bereikt is (de ladder dus acht sporten heeft) gaat het tempo over in allegro molto e vivace (zeer opgewekt en levendig) en blijft het laddermotief prominent aanwezig, zowel stijgend als dalend. De coda hier is een soort superafsluiter; 67 maten (2/4) lang hoort men opgewekte klanken in wisselende instrumentatie in de hoofdtoonsoort C.

## Bewerkingen
In de jaren waarin nog geen geluidsopnamen konden worden gemaakt waren bewerkingen voor piano 2-handig, 4-handig en 2 piano's heel gewoon. Verder ontstonden bewerkingen voor strijkkwintet (1802), nonet (1809), septet (1815), piano en fluit (1818), pianokwartet en strijkkwartet (1828)

## Slotopmerking
Beethoven laat in deze symfonie horen en zien dat hij vanuit de traditie te werk ging. Maar de muzikale vorm werd aangepast aan de creativiteit, niet andersom. Met de sonatevorm is de componist veel bezig geweest; de meeste symfonieën, pianosonates en strijkkwartetten hebben wel een deel in sonatevorm, en zo zijn er een aantal varianten ontstaan. Eén voorbeeld: het 1e deel van de 5e symfonie heeft een doorwerking die 143 maten lang is. Na de reprise volgt de coda die een tweede doorwerking bevat van 84 maten.
1 in C · 2 in D · 3 in Es (Eroica) · 4 in Bes · 5 in c (Noodlot) · 6 in F (Pastorale) · 7 in A · 8 in F · 9 in d (Koorsymfonie)

Hypothetisch: Nr. 10 in Es